# Nika Neparidze
Pas d'image ? Cliquez ici

a Compétitions nationales et continentales officielles uniquement.

b Matchs officiels uniquement.
Dernière mise à jour le 13 août 2021.
Nika Neparidze, né le 18 février 1996 à Tbilissi, est un joueur géorgien de rugby à XV qui évolue au poste de pilier gauche, il défend les couleurs de l'US Carcassonne. 

## Biographie
Né en Géorgie, à Tbilissi, Nika Neparidze commence le Rugby à 11 ans en Géorgie et rejoint à 17 ans le RC Locomotive Tbilissi où il est sélectionné avec les équipes nationales de jeunes de Géorgie. En 2015 il rejoint le centre de formation de l'ASM Clermont.
Il signe à Vannes en 2018, puis à Grenoble en 2019 qui le prête dans la foulée à Vannes pour la saison suivante. Il joue finalement pour le FCG à partir de 2020.

## Palmarès

### En club
- Avec l'ASM Clermont
- Champion de France espoirs en 2018